# Go Down Under
Go Down Under è il secondo EP pubblicato dalla cover band statunitense Me First and the Gimme Gimmes per la Fat Wreck Chords nel 2011.
L'EP è composto da cover di artisti australiani; è stato pubblicato su CD e vinile (1017 copie, doppio 45 giri colorato).

## Tracce
1. Never Tear Us Apart – 2:05
2. All Out of Love – 2:55
3. Friday on My Mind – 2:29
4. Have You Never Been Mellow – 2:31
5. I've Done Everything for You – 2:05

## Formazione
- Spike Slawson – voce
- Joey Cape – chitarra
- Chris Shiflett – chitarra
- Fat Mike – basso, voce
- Dave Raun – batteria